# Isterosalpingografia
L’isterosalpingografia è una metodica contrastografica che si utilizza per visualizzare con un'immagine “a calco” l'utero (canale cervicale, istmo, cavità uterina) e le salpingi fino all'ostio addominale (estremità della tuba che si apre nel cavo peritoneale che riceve l'ovocita al momento dell'ovulazione).
Grazie a questa indagine si ottengono informazioni sulla morfologia dell'apparato genitale femminile, utili ad esempio nella diagnosi differenziale delle cause di infertilità.

## Modalità di esecuzione
Con la paziente in posizione ginecologica si inserisce una cannula nella cavità uterina o al livello della cervice e si iniettano sotto guida radioscopica circa 10ml di mezzo di contrasto iodato e dunque si acquisiscono radiogrammi seriati.
Il mezzo di contrasto che si utilizza in questa metodica è una sostanza radioopaca e idrosolubile. Ciò è importante in quanto le tube sono in diretta comunicazione con il cavo peritoneale che è in grado di riassorbire sostanze idrosolubili. Si può utilizzare anche un mezzo di contrasto liposolubile
Il mezzo di contrasto determina un'opacizzazione progressiva dell'utero e delle tube (o salpingi) e, arrivato all'estremità di queste, tende a riversarsi in cavità peritoneale. A questo punto l'esame si interrompe poiché con l'acquisizione di radiogrammi seriati si è ottenuta la visualizzazione dell'intero apparato riproduttore femminile.